# غان نينغ
ولد لينغ تونغ سنة 189 وهو قائد من قادة جيش وو في عصر الممالك الثلاث وقد خدم مملكة وو وملكها سون تشوان باخلاص. وفي معركة من المعارك ضد جيش ليو بياو شارك هو وأبيه لينغ كاو في هذه المعركة. وكان هناك جنرال يعمل لدى ليو بياو واسمه غان نينغ. فقتل غان نينغ لينغ كاو أبو لينغ تونغ. وبعد أن علم لينغ تونغ بموت أبيه على يد غان نينغ أقسم على أن ينتقم لأبيه وأن يقتل غان نينغ. وكان لينغ تونغ يريد أن يذهب إلى غان نينغ وحده لكن سون تشوان منعه من ذلك.
وبعد انتهاء المعركة بفوز جيش وو انضم غان نينغ إلى جيش وو. ولكن لينغ تونغ ما زال يريد الانتقام لأبيه.كان لينغ تونغ يضايق غان نينغ دائماً. وفي معركة ضد جيش وي كاد لينغ تونغ أن يموت لكن قاتل أبيه غان نينغ أنقذه. وبعد ذلك أصبحوا أصدقاء وتعهدوا على أن يكونوا اخواناً. توفي لينغ تونغ بعد معركة يي لينغ سنة 239 وكان شجاعا وسريعا.